# Tanne (Radevormwald)
Tanne ist eine Hofschaft in Radevormwald im Oberbergischen Kreis im nordrhein-westfälischen Regierungsbezirk Köln in Deutschland.

## Lage und Beschreibung
Tanne liegt im Osten des Radevormwalder Stadtgebietes in der Nähe der Stadtgrenze zu Halver. Die Nachbarorte sind Altendorf, Wintershaus, Kettlershaus und Linde.
Der Ort ist auf Radevormwalder Stadtgebiet über die Bundesstraße 229 zu erreichen. Bei Kettlershaus führt eine schmale Stichstraße nach Tanne.
130 Meter südlich des Ortes entspringt der Moorbach, der bei Wipperfürth-Levenhausen in die Bever mündet.

## Geschichte
In der amtlichen topografischen Karte von 1894 bis 1896 ist der Ort eingezeichnet.

## Busverbindungen
Die nahe gelegene Haltestelle in Kettlershaus wird von der Linie 134 (VRL) bedient.